# Dusona negata
Dusona negata là một loài tò vò trong họ Ichneumonidae.